# Magic Bus: The Who on Tour
| Críticas profissionais | Críticas profissionais |
| Avaliações da crítica  | Avaliações da crítica  |
| Fonte                  | Avaliação              |
| ---------------------- | ---------------------- |
| allmusic               | link                   |
| Rolling Stone          | Sem classificação link |

Magic Bus: The Who on Tour é uma coletânea musical da banda de rock britânica The Who, lançada nos Estados Unidos em setembro de 1968.
O selo do grupo nos EUA, Decca, decidiu lançar o álbum após o sucesso do single "Magic Bus". Apesar da confusão implícita pelo título da coletânea ("The Who em turnê"), o álbum foi um sucesso, alcançando a 39° colocação nas paradas da Billboard. 

## Faixas
1. "Disguises" (Townshend) – 3:14
2. "Run Run Run" (Townshend) – 2:44
3. "Dr. Jekyll and Mr. Hyde" (Entwistle) – 2:27
4. "I Can't Reach You" (Townshend) – 3:05
5. "Our Love Was, Is" (Townshend) – 3:09
6. "Call Me Lightning" (Townshend) – 2:25
7. "Magic Bus" (Townshend) – 3:21
8. "Someone's Coming" (Entwistle) – 2:33
9. "Doctor, Doctor" (Entwistle) – 3:02
10. "Bucket T" (Altfield, Christian, Torrence) – 2:11
11. "Pictures of Lily" (Townshend) – 2:43